# Spartan Stadium (East Lansing)
Das Spartan Stadium ist ein College-Football-Stadion auf dem Campus der Michigan State University in der US-amerikanischen Stadt East Lansing im Bundesstaat Michigan. Das Stadion fasst gegenwärtig 75.005 Zuschauer und ist die Heimspielstätte des College-Football-Teams der Michigan State Spartans. Es ist das sechstgrößte Stadion der in der Big Ten Conference vertretenen Mannschaften.

## Geschichte
In den frühen 1920er Jahren hat sich die Michigan State University entschieden, ein neues Stadion für das College-Football-Team der Michigan State Spartans zu bauen, die zur Universität gehörten. 1923 wurde dann das neue 14.000 Zuschauer fassende, zu der Zeit einfach nur College Field genannte Stadion eröffnet. Mit der steigenden Popularität des Heimteams wuchs auch das Stadion, so wurde 1923 die Zuschauerkapazität auf 26.000 erhöht und das Stadion neu in Macklin Field umbenannt. Der Namensgeber des erweiterten Stadions war dabei der Trainer John Macklin, der die Spartans von 1911 bis 1915 trainiert hatte. Als das Team 1948 in der Big Ten Conference spielte, wurde die Kapazität auf 51.000 Zuschauer verdoppelt, das Stadion hieß nun Macklin Stadium. 1956 kamen nochmals 6.000 Plätze hinzu.
Gleich in der darauf folgenden Saison, 1957, bekam das Stadion auf der Ost- und Westseite ein Oberdeck, was die Stadionkapazität auf 76.000 hochschnellen ließ. Mit diesem Ausbau bekam das Stadion dann auch seinen heutigen Namen, Spartan Stadium. 1969 bekam das Stadion einen Kunstrasen und 1973 eine neue Anzeigetafel, die 1991 wiederum durch eine moderne Video-Anzeigetafel ersetzt wurde. Der letzte größere Ausbau erfolgte dann 2005, als das Stadion eine neue Pressetribüne, 24 Luxussuiten und 862 Clubsitze auf der Westtribüne bekam und damit die Stadionkapazität auf 75.005 Fans erhöht wurde. Vor Beginn der Saison 2012 bekam das Stadion eine neue HD-Videoanzeigetafel.

## Cold War
Am 6. Oktober 2001 fand im Spartan Stadium das Saisoneröffnungsspiel zwischen den Michigan State Spartans und dem Erzrivalen Michigan statt. Das Spiel, das unter dem Namen „Cold War“ bekannt wurde, endete mit einem 3:3-Unentschieden und wurde von 74.554 Zuschauern verfolgt, womit es bis 2009 das Eishockeyspiel mit den meisten Zuschauern weltweit war. Dieser Rekord hielt neun Jahre lang, bevor er durch das Eröffnungsspiel der Eishockey-WM 2010 in Deutschland in der Veltins-Arena mit 77.803 Zuschauern abgelöst wurde. Der heutige Rekord stammt vom Revanche-Match für das Cold War-Spiel, bei dem das als „The Big Chill at the Big House“ beworbene Spiel am 11. Dezember 2011 104.173 Zuschauer ins Michigan Stadium lockte.

## Galerie

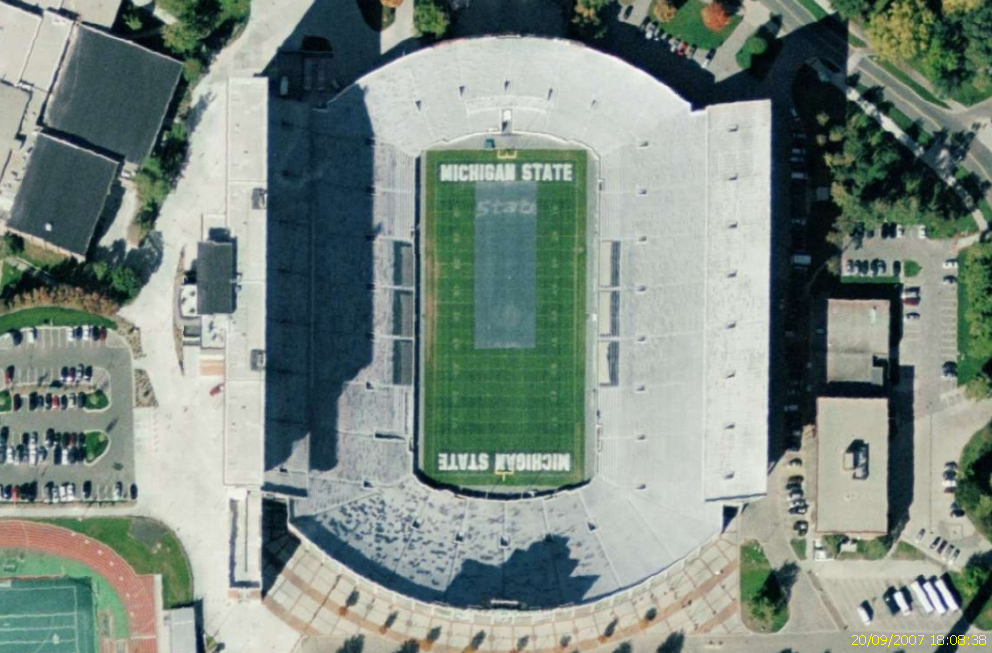
Satellitenbild des Spartan Stadiums
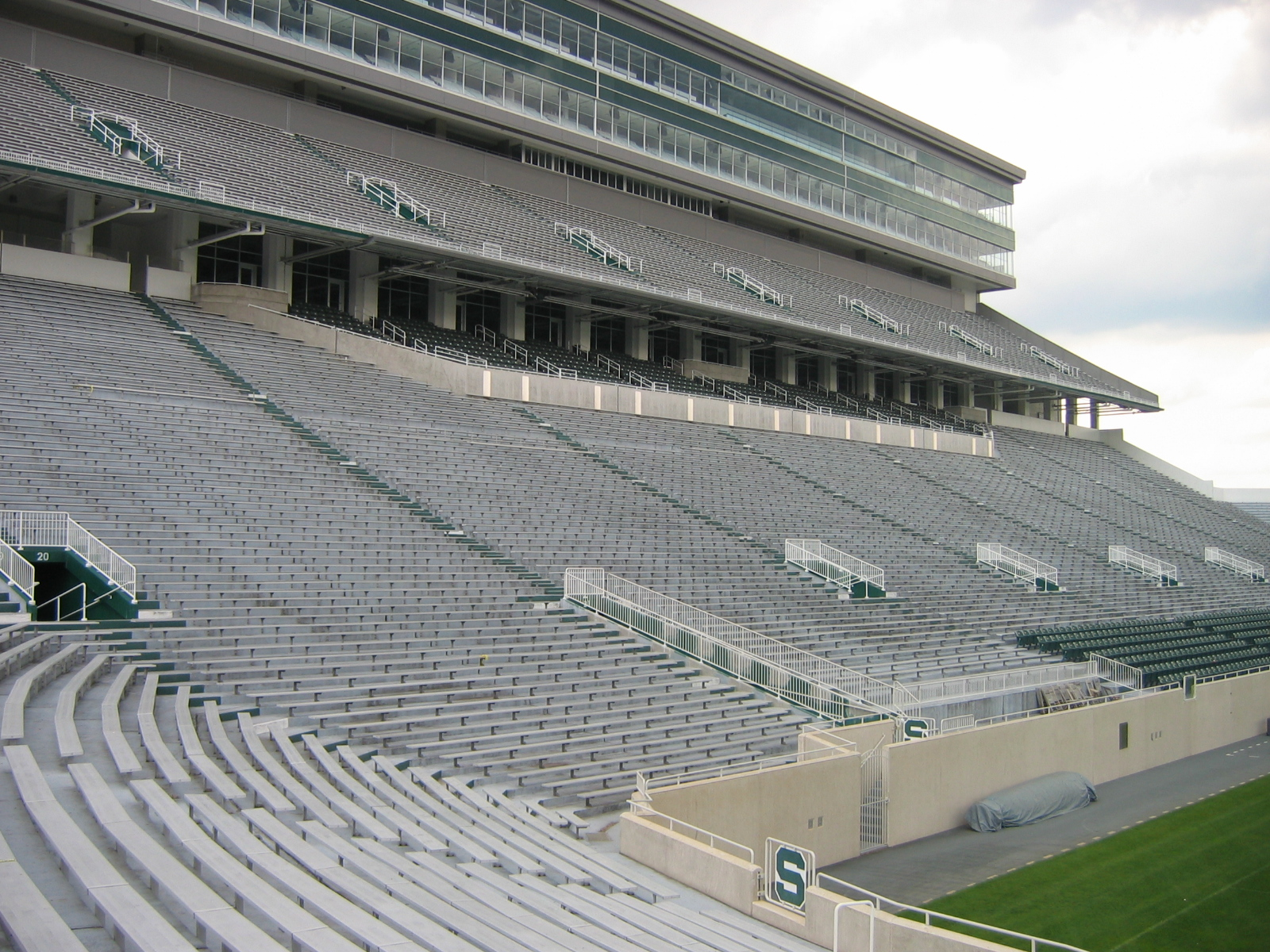
Westtribüne
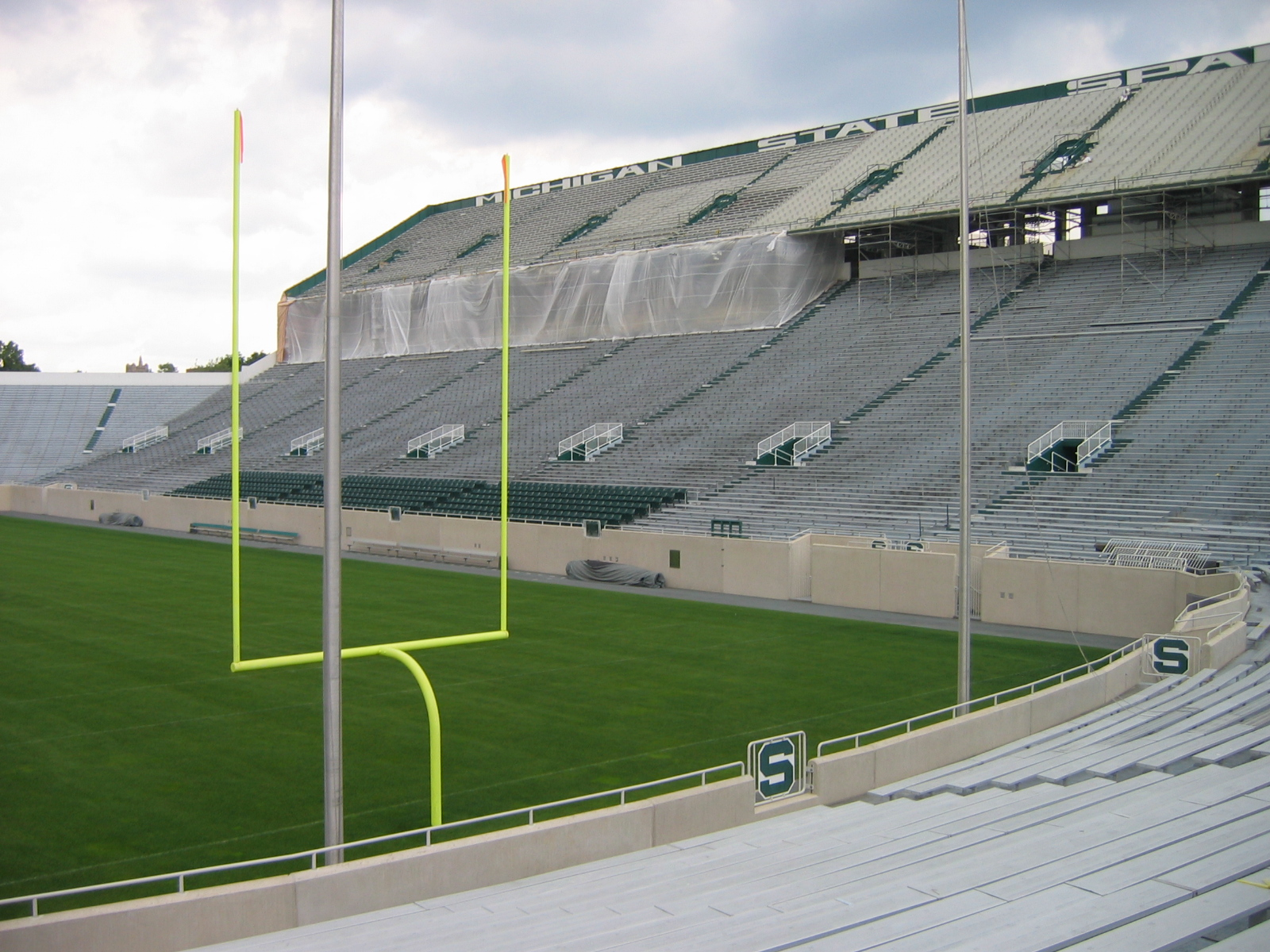
Osttribüne
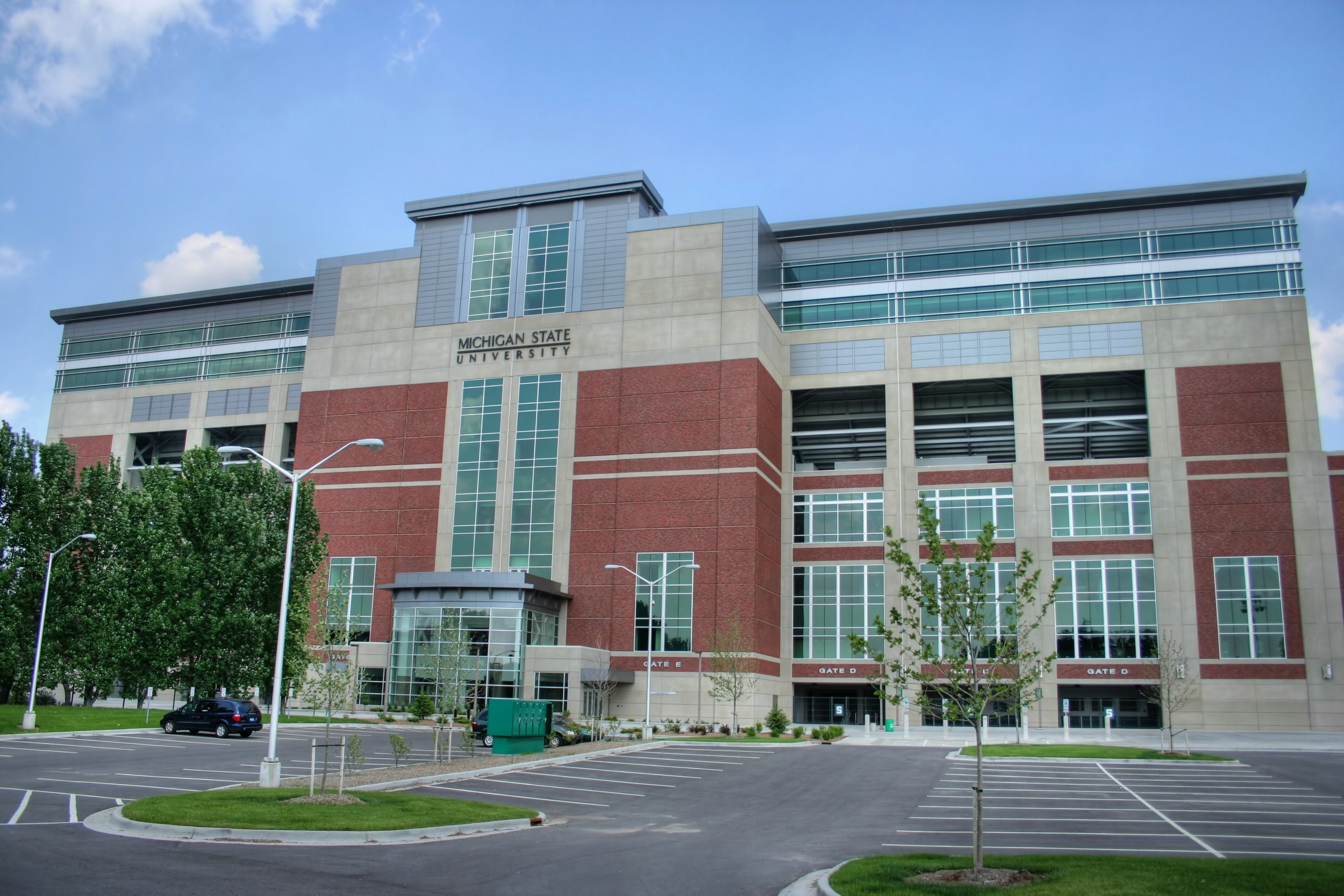
Stadionfassade
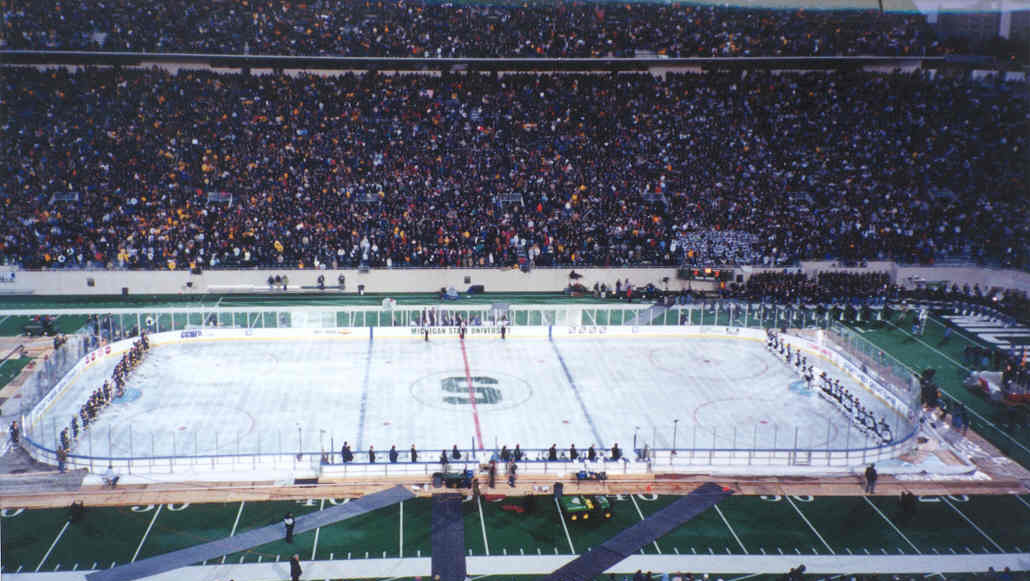
Cold War